# 오산중학교 (서울)
오산중학교(五山中學校)는 대한민국 서울특별시 용산구 보광동에 있는 사립 중학교이다.

## 학교 연혁
- 1907년 : 남강 이승훈 선생이 오산학교 세움, 첫 교실 경의재
- 1910년 : 제1회 졸업식 졸업생 11명
- 1910년 : 춘원 이광수 부임, 교가 작사
- 1919년 : 1년 6개월간 폐교
- 1920년 : 노호 김기홍 선생 등의 노력으로 학교 재건 및 재개교
- 1926년 : 고등보통학교(5년제) 설립인가
- 1930년 : 남강 이승훈 동상 제막
- 1936년 : 일제의 조선어과목 폐지 명령에 맞서 조선어 수업 강행
- 1941년 : 전국야구 제패, 전국유도 제패, 축구 우승
- 1952년 : 월남후 피난지 부산에서 동창회장 김홍일 장군 중심으로 오산학교 재건위원회 조직
- 1952년 : 부산 동대신동 가교사
- 1954년 : 정부의 서울 환도로 원효로 교사로 이전
- 1955년 : 서울 용산구 보광동 168번지 현 교정 교사 기공식
- 1974년 : 고교평준화 단행. 동관, 도서관, 강당, 과학실 준공. 1971년 신관 준공
- 2007년 : 창립 100주년 기념식 거행, 오산 100년사 발간

## 참고 자료
- 오산중학교 - 한국교육학술정보원 학교알리미